# شهرستان تورار ریسقولوف
شهرستان تورار ریسقولوف (به قزاقی: Тұрар Рысқұлов ауданы، تۇرار رىسقۇلوۆ اۋدانى) یک شهرستان در قزاقستان است که در استان جامبیل واقع شده‌است.

## وجه تسمیه
نام این شهرستان برای ارج نهادن به سیاست‌مدار قزاق، «تورار ریسقولوف» (به قزاقی: Тұрар Рысқұлұлы Рысқұлов، تۇرار رىسقۇلۇلى رىسقۇلوۆ)، شخصیتی که در سیاست ترکستان روسیه در دههٔ اول حاکمیت شوروی و تاسیس جمهوری قزاقستان شوروی نقش کلیدی داشت، انتخاب شده است.

## خصوصیات
شهرستان تورار ریسقولوف ۱۰٬۵۰۰ کیلومترمربع مساحت و ۶۵٬۰۳۳ نفر جمعیت دارد.